# FK Arszenal Kijiv
Az Arszenal Kijiv (ukránul: Футбольний клуб Арсенал Київ, magyar átírásban: Futbolnij klub Arszenal Kijiv) ukrán professzionális labdarúgócsapat.

## Története
Az 1950-es években egy másik csapat Arszanl Kijev néven megnyerte a USZSZK bajnokságot. Mindazonáltal a csapatot átkeresztelték 1963-ban Temp Kijev névre és a mai Arszenal Kijev eredetileg a CSZKA Kijevből származik. Ezt a klubot 1934-ben alapították Harkivban UVO Harkov név alatt. Egy évvel később átköltöztek Kijevbe és a csapatot is átnevezték BO Kijevre. 1947 és 1956 között OBO Kijev néven ismerték a csapatot. 1952-ben bejutottak a szovjet kupa elődöntőjébe. 1957-ben már OSK Kijev, 1957-59-ben SKVO Kijev és 1960-71 között SZKA Kijev néven futott a gárda. A csapat 1972-ben átrakta székhelyét Csernyihivbe. Ekkor SZK Csernyihiv volt a neve. Kijevbe 1976-ban tértek vissza. 1992-ben ismét változtattak a csapat nevén (ZSZ Оrijana), rá egy évre pedig újból (CSZK ZSZU). 1994-ben egyesültek az FK Boriszfen Boriszpil csapatával és az új együttes neve a CSZKA-Boriszfen Boriszpil lett.

## Sikerei
Ukránkupa-döntős: 2 alkalommal (1998, 2001).

## Külső hivatkozások
- Az Arszanal Kijiv hivatalos honlapja. (oroszul)